# Trois Temps après la mort d'Anna
Pour plus de détails, voir Fiche technique et Distribution.
Trois Temps après la mort d'Anna  est un film dramatique québécois réalisé par Catherine Martin, sorti en 2010.

## Synopsis
Après le meurtre d'Anna, une jeune violoniste assassinée par un inconnu dans son appartement, Françoise, sa mère bouleversée, tente de donner un sens à sa vie. Elle quitte Montréal pour s'installer à Kamouraska, dans la maison de ses ancêtres maternels. Elle renoue là avec un amour de sa jeunesse.

## Fiche technique
- Réalisation : Catherine Martin
- Scénario : Catherine Martin
- Producteur : Claude Cartier et Lorraine Dufour
- Photographie : Michel La Veaux
- Montage : Natalie Lamoureux
- Musique : Robert Marcel Lepage
- Direction artistique : Christian de la Coltina et Caroline Alder
- Costumes : Caroline Poirier
- Son : Marcel Chouinard, Martin Allard, Simon Gervais et Bernard Gariépy Strobl
- Société de production : Coop Vidéo de Montréal et Association coopérative de productions audio-visuelles (ACPAV)
- Société de distribution : K-Films Amérique
- Pays :  Canada ( Québec)
- Langues : français
- Genre : Drame
- Durée : 87 minutes
- Première mondiale :  République tchèque : 5 juillet (Festival international du film de Karlovy Vary)
- Sortie :  Canada ( Québec) : 13 août 2010 (en salles)

## Distribution
- Guylaine Tremblay : Françoise
- François Papineau : Édouard
- Denis Bernard : Jean-Pierre
- Sheila Jaffé : Anna
- Denise Gagnon : la grand-mère
- Paule Baillargeon : la mère
- Gilles Renaud : l'enquêteur
- Gary Boudreault : Ghislain